# Luis Chico Goerne
Luis Chico Goerne (1892-1960) fue un académico y destacado jurista que fuera rector de la Universidad Nacional Autónoma de México de 1935 a 1938.
Realizó sus estudios Universidad de Guanajuato de donde obtuvo el título de abogado en 1915. Posteriormente se trasladó a la Ciudad de México, donde fue catedrático en la Escuela Libre de Derecho y a partir de 1923 en la Escuela Nacional de Jurisprudencia.
En agosto de 1929 fue designado director de la Facultad de Derecho, recién declarada la autonomía universitaria.
Durante su rectorado se fundó la Escuela Nacional de Economía e iniciaron las transmisiones de Radio UNAM.
Con motivo de la expropiación petrolera, Luis Chico encabezó en 1938 una manifestación de apoyo al frente de los universitarios. En esa ocasión el presidente de México, Lázaro Cárdenas, lo invitó al balcón presidencial, donde ondeó la bandera de la UNAM.
En 1944, junto con otros exrectores, asume provisionalmente el gobierno de la Universidad.